# Zwnisław
Zwnisław – staropolskie imię męskie, składające się z członów Zwni- ("brzmieć, dźwięczeć") i-sław ("sławić").
Wersja pomorska: Zwinisław. Wschsł.: Zwienisław.
Żeński odpowiednik: Zwnisława